# Meisterschwanden
 Meisterschwanden est une commune suisse du canton d'Argovie dans le district de Lenzbourg.

Photo aérienne (1952)